# Сражение при Болс-Блаффе
Сражение при Болс-Блаффе (англ. The Battle of Ball’s Bluff) известное также как сражение при острове Харрисон или сражение при Лисберге, произошло 21 октября 1861 года в округе Лаудон, Виргиния, и стало вторым крупным сражением американской гражданской войны.
Несмотря на небольшие масштабы в сравнении с последующими сражениями, Болс-Блафф стал вторым крупным сражением 1861 года и повлек за собой значительные кадровые перестановки в структуре союзной армии.

## Предыстория
За неделю до сражения генерал Джордж Макклеллан был повышен до главнокомандующего всеми федеральными армиями и теперь, три месяца спустя после Первого Булл-Рана, готовил Потомакскую армию к вторжению в Виргинию. 19 октября 1861 года Макклеллан приказал бригадному генералу Джорджу Макколлу направить свою дивизию к Дрейнсвилу, что в 12-ти милях юго-восточнее Лисберга. Макколл должен был выяснить, чем занимается армия противника, которая, по данным разведки, оставила город Лисберг. Генерал Конфедерации Натан Эванс действительно ушел из Лисберга 16-17 октября, но сделал это по личной инициативе. Когда Пьер Борегар выразил своё недовольство этим манёвром, Эванс вернулся. К вечеру 19 октября он занял оборонительные позиции на дороге Александрия — Винчестер, немного восточнее Лисберга. В распоряжении Эванса было 4 пехотных полка:
- 8-й Вирджинский пехотный полк, полк. Эппа Хантон
- 13-й Миссисипский пехотный полк, полк. Уильям Барксдейл
- 17-й Миссисипский пехотный полк, полк. Уинфилд Фетерстоун
- 18-й Миссисипский пехотный полк, полк. Эразмус Берт

Прибыл в Дрейнсвилл, Маккол обнаружил, что в Лисберге нет войск противника, и Маккол передал эту информацию в штаб. В итоге 20 октября Макклеллан приказал генералу Чарльзу Стоуну провести рекогносцировку Лисберга:

Кэмп-Гриффин, 20 октября 1861

Генерал Макклеллан распорядился передать вам, что генерал Маккол вчера занял Дрейнсвилл и пребывает там. Сегодня отправьте во всех направлениях сильный разведывательный отряд. Генерал желает, чтобы вы заняли хороший наблюдательный пункт около Лисберга и выявили, привел ли этот манёвр к отступлению противника. Вероятно небольшая демонстрация с вашей стороны заставит его отступить.

А. В. Колбёрн

адъютант,

бригадному генералу Ч. П. Стоуну, Пулсвилл
Оригинальный текст (англ.)– Camp Griffin, Oct. 20, 1861. 

General McCIellan desires me to inform you that General McCall occupied Dranesville yesterday and is still there. Will send out heavy reconnaissances today in all directions from that point. The general desires that you will keep a good lookout upon Leesburg to see if this movement has the effect to drive them away. Perhaps a slight demonstration on your part would have the effect to move them. 

A. V. COLBURN, 

Assistant Adjutant-General, 

Brig.-General C. P. Stone, Poolesville.
— 

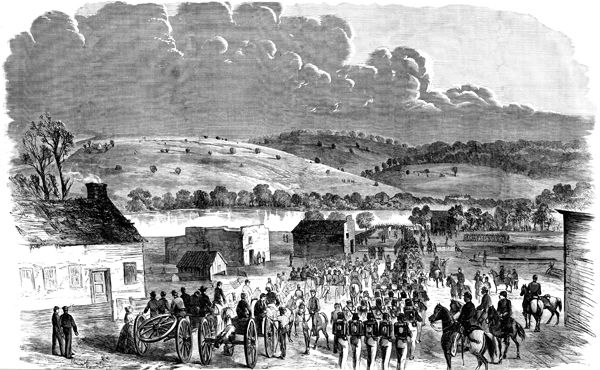
Дивизия Стоуна в Эдвардс-Ферри 20 октября

По сведениям, которые получил Стоун от беглого негра, отряд Эванса занимает Лисберг и намерен там сражаться, но их обозы направлены к реке Гуз-Крик, что говорит о том, что они собираются отступать. Он также полагал, что Маккол стоит в Дрейнсвилле и может оказать поддержку. Поэтому он считал, что наступление в этом направлении не представляется опасным. Для начала он направил бригаду Гормана к переправе Эдвардс-Ферри, разместил часть бригады вдоль реки и приказал артиллерии открыть огонь по тому месту, где предположительно находились позиции противника. Затем он послал на виргинский берег сотню человек из 1-го Миннесотского полка. Это произошло как раз перед закатом. Поскольку Эванс никак не отреагировал, Стоун отозвал своих людей, вернулся в лагерь и на этом демонстрация завершилась.
Затем Стоун приказал полковнику Чарльзу Дивенсу из 15-го Массачусетского полка переправить свой полк на остров Харрисона, и оттуда послать патруль через реку и выяснить что-нибудь о расположении противника. Дивенс послал капитана Чейза Филбрика и примерно 20 человек. Подойдя на милю к Лисбергу, неопытный Филбрик принял группу деревьев за лагерные палатки. Подобравшись к ним на 25 метров он насчитал примерно 30 палаток и, не проверив, вернулся в лагерь с сообщением, что обнаружил противника. Стоун сразу же велел Дивенсу послать за Потомак 300 человек, в темноте подобраться к лагерю и атаковать его на рассвете. Затем Дивенс должен был преследовать противника насколько это будет разумно его силами, а потом отойти к острову Харрисона. Две роты 20-го Массачусетского будут прикрывать его отход за реку. Таким образом главной целью всей операции была атака лагеря противника.

### Дивизия Стоуна
- Бригада генерала Уиллиса Гормана

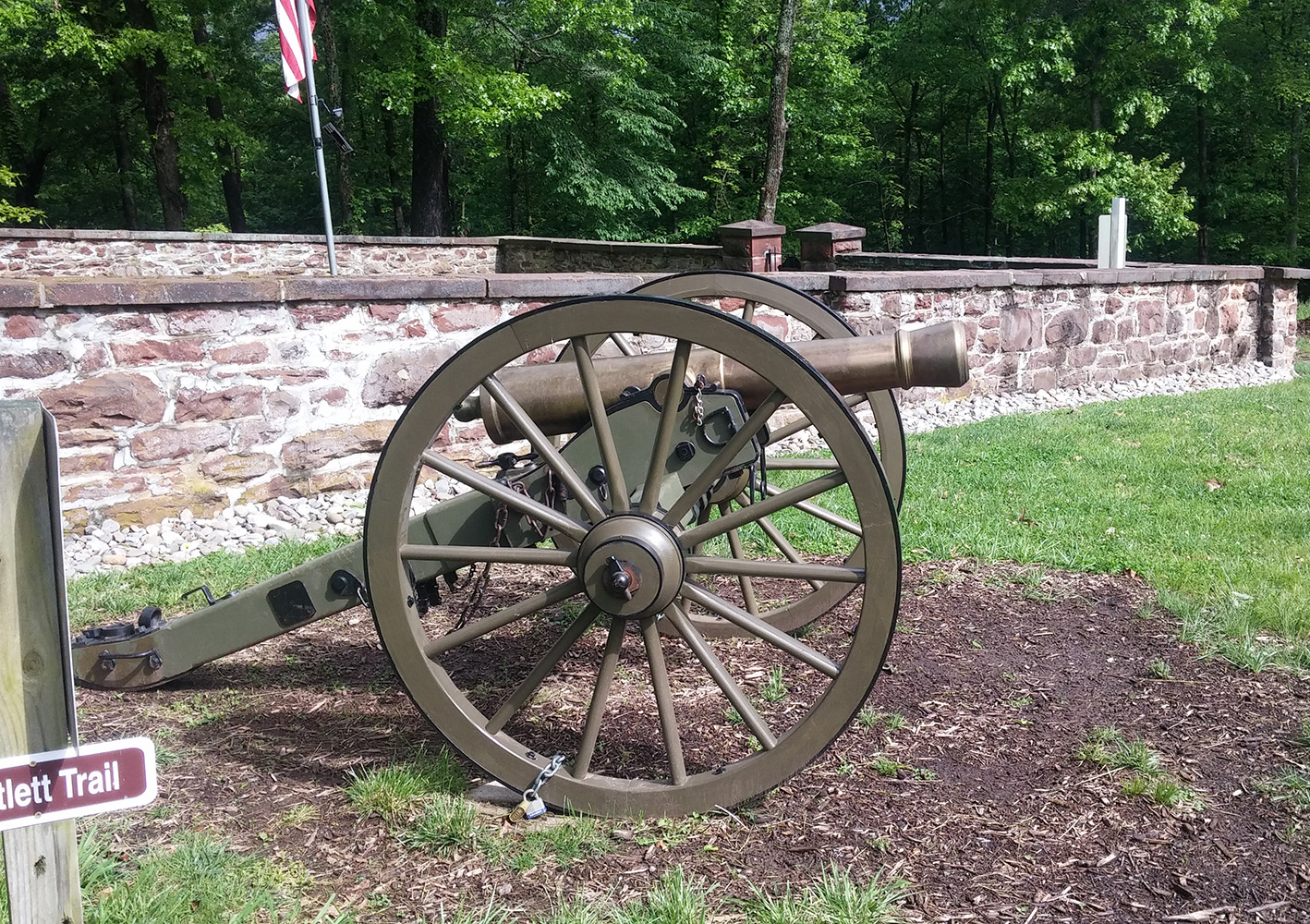
Мемориальное орудие род-айлендской батареи на поле боя при Болс-Блаффе.

  - 34-й Нью-Йоркский пехотный полк, полковник Уильям Ла Дью
  - 42-й Нью-Йоркский пехотный полк, полковник Милтон Когсвелл
  - 2-й Нью-Йоркский полк ополчения, полковник Томпкинс
  - 1-й Миннесотский пехотный полк, полковник Наполеон Дэйн
  - 15-й Массачусетский пехотный полк, полковник Чарльз Дивенс
- Бригада Фредерика Лендера (В день сражения находился в Вашингтоне)
  - 19-й Массачусетский пехотный полк, полковник Эдвард Хинкс
  - 20-й Массачусетский пехотный полк, полковник Уильям Ли
  - 7-й Мичиганский пехотный полк, полковник Ира Гровенор
- Бригада Эдварда Бейкера[англ.]
  - 69-й Пенсильванский пехотный полк, полковник Джошуа Оуэн
  - 71-й Пенсильванский пехотный полк, полковник Исаак Уистар[англ.]
  - 72-й Пенсильванский пехотный полк, полковник Девитт Бакстер[англ.]
  - 106-й Пенсильванский пехотный полк, полковник Тернер Морхед
- Артиллерия и кавалерия:
  - 1-й Род-Айлендский легкоартиллерийский полк, Батарея В, капитан Воун
  - 6-я Нью-Йоркская отдельная батарея
  - 13-я Нью-Йоркская отдельная батарея
  - 1-й Артиллерийский полк, батарея I
  - 3-й Нью-Йоркский кавалерийский полк

## Сражение

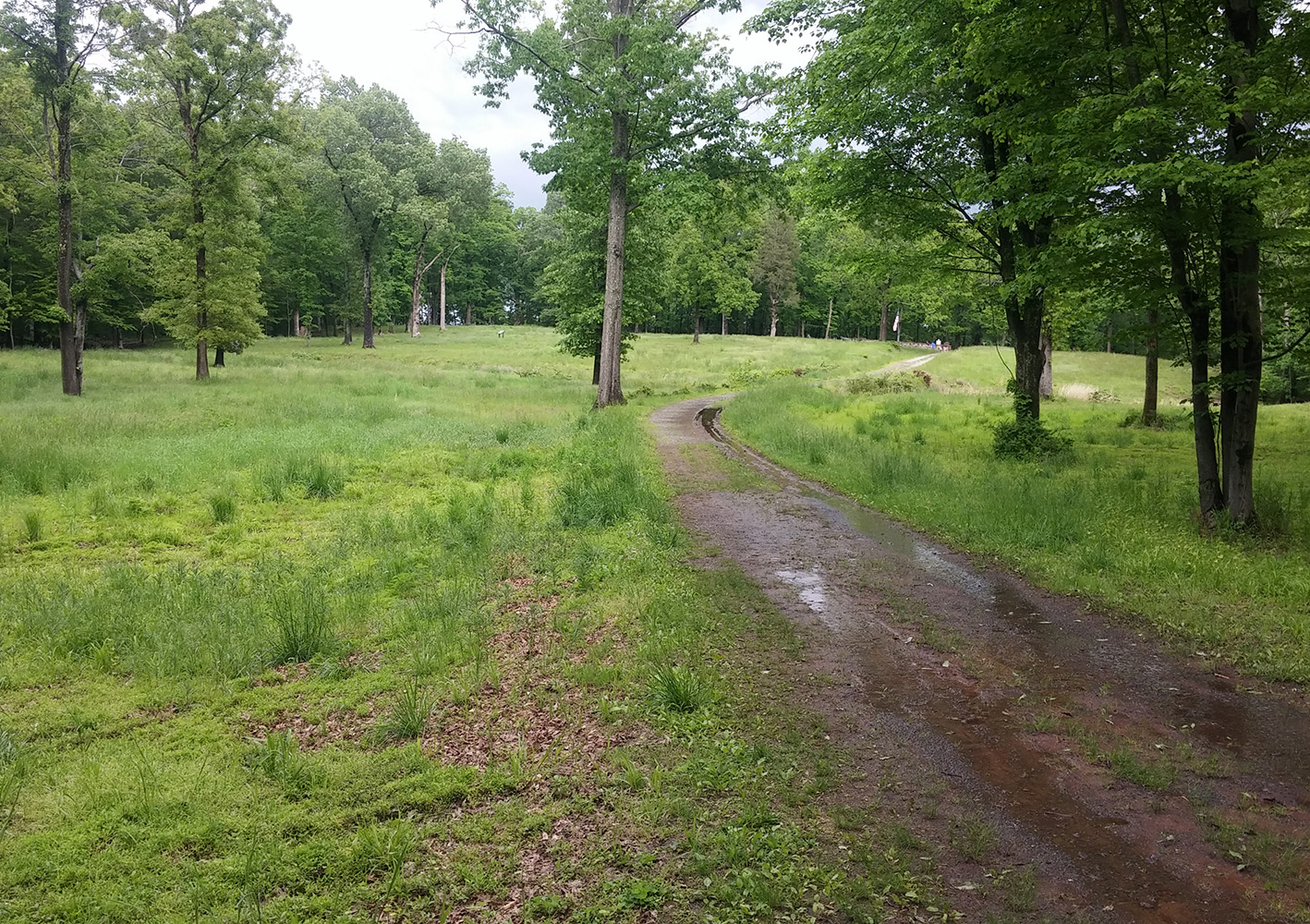
Поле боя при Болс-Блаффе, вид с позиции южан(2017)

Днём Дивенс переправил на остров роты C A G и I, а рота Н уже находилась там ранее. В полночь Дивенс переправился на виргинский берег с ротой Н. Для переправы нашлось только три лодки вместимостью по 30 человек, поэтому переправа всех рот заняла 4 часа — до 04:00, вшестеро дольше, чем рассчитывал Стоун. В то же время полковник Ли получил приказ переправить на остров 5 рот своего 20-го Массачусетского полка.
Дивенс повёл свои 5 рот по тропе, найденной Филбриком и поднялся на обрывы Болс-Блаффа. Над скалами они обнаружили поле, окруженное лесом со всех сторон. Дорога от обрывов шла по южному краю поля до его юго-западного угла и далее через лес до другого поля. На дальнем конце второго поля был обнаружен дом Джексона и группа деревьев, которую Филбрик в темноте принял за лагерь. Тогда Дивенс взял с собой капитана Филбрика и ещё несколько человек и поднялся на ближайшую высоту, откуда изучил окрестности Лисберга. Он не заметил признаков присутствия противника, кроме 4-х палаток. Дивенс решил, что его отряд занимает хорошую позицию и возвращаться за Потомак смысла нет, поэтому в 06:00 он отправил Стоуну отчёт о ситуации и своё предложение оставить полк на виргинском берегу. Он также знал, что к переправе доставлены две большие лодки, вместимостью по 60-70 человек, и решил, что за час можно будет переправить примерно 500 человек.
Дивенс решил не отступать за реку, а развернул свой отряд в три линии и в 07:00 запросил у Стоуна новые инструкции. Получив это донесение, Стоун сообщил Дивенсу, что остальной 15-й Массачусетский полк, примерно 350 человек, перейдет реку и прибудет на позицию к Дивенсу. После их прибытия Дивенс должен продолжить рекогносцировку в направлении Лисберга. В это время в лагере Стоуна появился полковник (и сенатор) Эдвард Дикенсон Бейкер, командир третьей бригады Стоуна. Стоун поведал ему об ошибке на счёт лагеря и велел ему идти к переправе, принимать командование, и уже по своему усмотрению или отвести войска за Потомак или же переправить на их усиление дополнительные части.
Бейкер отправился к переправе и встретил гонца от Дивенса, который сообщал, что произошла короткая перестрелка с отрядом противника — ротой К 17-го Миссисипского полка. Это произошло в 07:00, когда отряд южан обстрелял роты полковника Ли у переправы, убив одного сержанта. Стрельба началась и на фронте Дивенса, который в 08:30 твёл свой отряд к переправе, но затем вернул его на исходную позицию.
Бейкер сразу же приказал всем доступным частям перейти реку, но при этом не подсчитал необходимое количество лодок. В итоге части застряли на переправе, а сама их переброска заняла весь день. 5 от 15-го Массачусетского перешли реку первыми и около 11:00 встали на правом фланге Дивенса. Теперь у Дивенса было 10 рот — около 650 человек. В то же время майор Ревере привёл 5 рот на помощь полковнику Ли, в распоряжении которого теперь было 317 человек.
Артиллерийской батарее Воуна было приказано отправиться к переправе Конрадс-Ферри, где переправлялась на виргинский берег бригада Бейкера. Так как переправа была занята, Воун оставил секцию в распоряжении сержант-майора Степлса и отправился за центральной секцией. В это время подошёл 42-й Нью-Йоркский полк, и полковник Когсвелл приказал батарее немедленно переправляться, чтобы не мешать переправе его полка. За неимением своих офицеров командование секцией принял лейтенант Брэмхолл из 6-й Нью-Йоркской батареи. Два орудия (№ 5 и № 6) были по очереди переправлены на остров Харрисона. Оттуда лейтенант Брэмхолл переправил орудие № 5 на виргинский берег, поднял его на высоты и разместил левее позиции 71-го Пенсильванского полка. Расчёт сразу попал под огонь снайперов со стороны леса, из-за чего сразу был ранен лейтенант Брэмхолл, а потом все артиллеристы. Орудием пытались управлять полковники Бейкер и Когсвелл, но оно успело сделать всего 6 или 8 выстрелов. Орудие было захвачено южанами вместе с тремя артиллеристами.
Между тем отряд Дивенса оставался на своей передовой позиции и ещё два раза вступал в перестрелку с южанами, которых становилось всё больше. Федеральный подкрепления переходили реку, но оставались около переправы. В итоге около 14:00 Дивенс начал отступать к переправе. Именно в это время на позицию прибыл полковник Бейкер, приказал частям занять оборонительную позицию и ждать подкреплений.

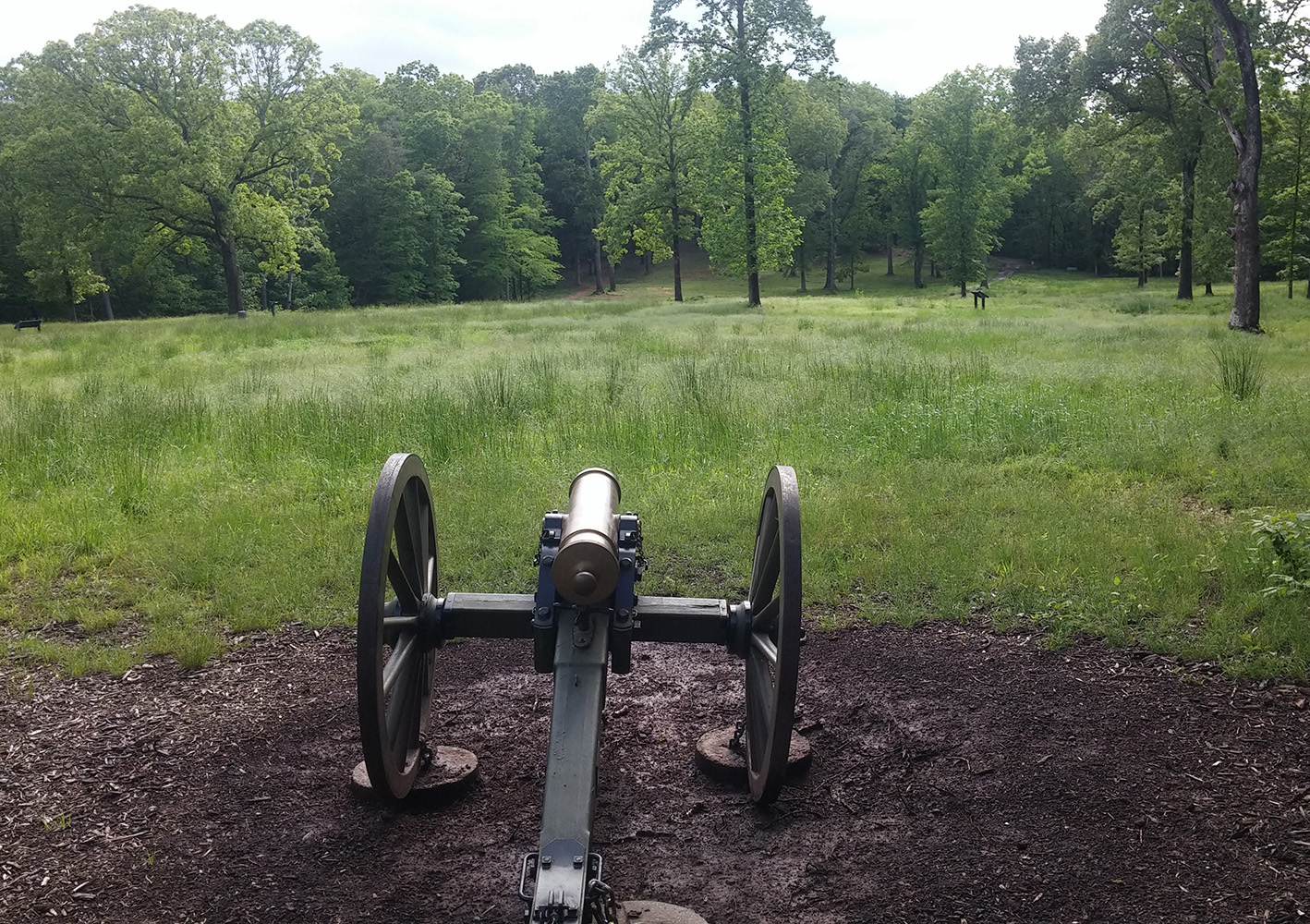
Поле боя при Болс-Блаффе, вид с позиции федеральных гаубиц (2017)

Около 15:00 подошел 18-й Миссисипский пехотный полк, который атаковал северян, но был отбит с тяжелыми потерями. Погиб его командир, полковник Берт и командование принял подполковник Томас Гриффин.
Примерно в то же время Бейкер отправил 2 роты 1-го Калифорнийского полка в разведку боем. Эти роты встретили части 8-го Вирджинского полка, которым командовал полковник Эппа Хантон. Роты попали под залп виргинцев и отступили, но порядок потерял и вирджинский полк, так что Хатон отвёл его для переформирования. На наведение порядка ушло почти два часа.
Сражение постепенно разгоралось Полковник Бейкер был убит около 16:30 или в 17:00, когда совещался с группой офицеров. Полковник Ли решил, что он теперь старший по званию и принял командование, но реально старшим оказался полковник 42-го Нью-Йоркского, Когсвелл, так что командование перешло к нему. Когсвелл решил, что отступать к скалам и через реку самоубийственно, поэтому приказал пробиваться к Эдвардс-Ферри, но эта атака была отбита виргинскими и миссисипскими частями. Когсвеллу ничего не оставалось, кроме как приказать отступать к скалам и за реку. Этот приказ так удивил Дивенса, что он попросил повторить его при свидетелях.

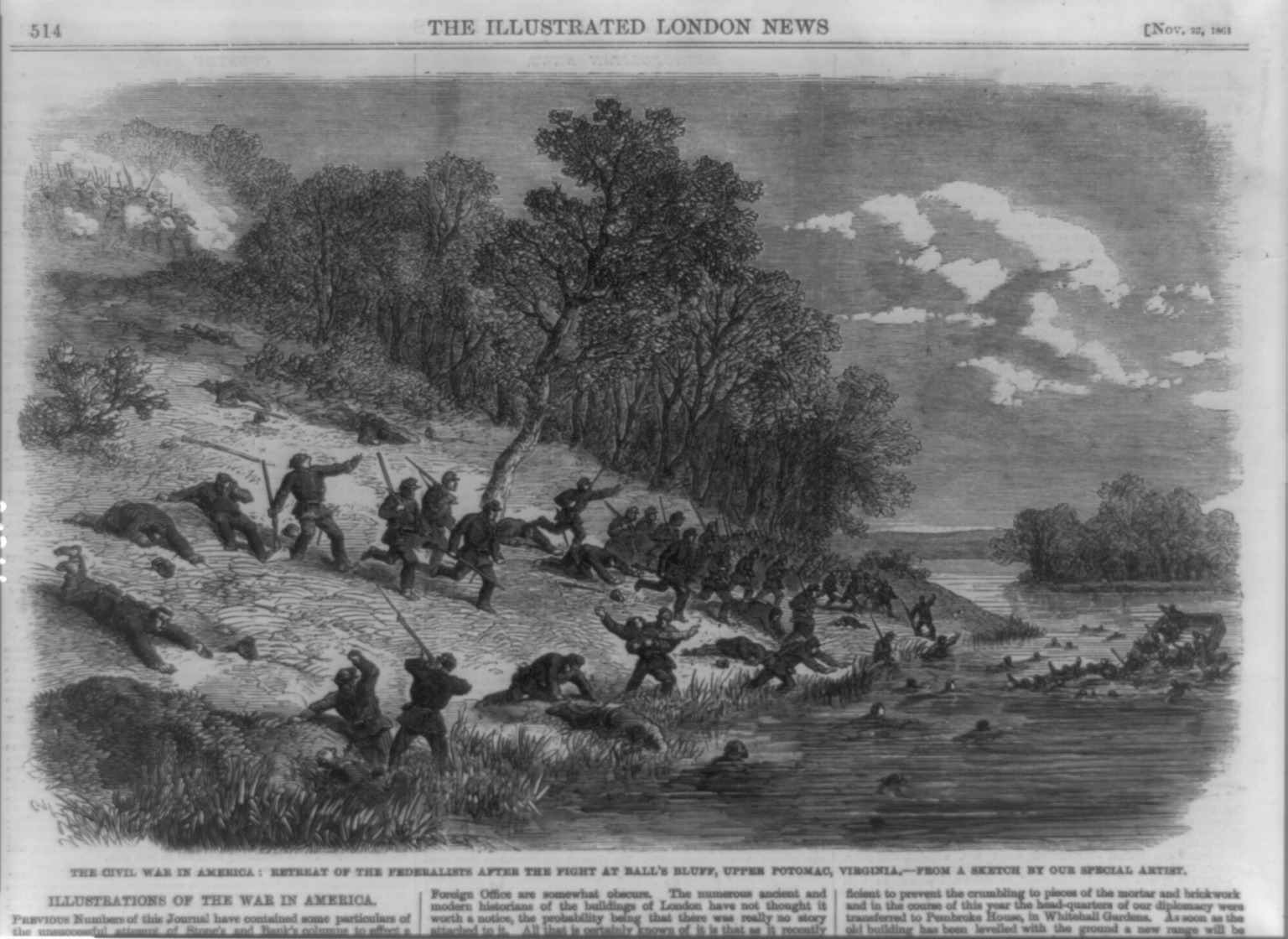
Отступление федеральной армии

Отступающих атаковал 8-й Вирджинский пехотный полк, который вступил в бой с двумя ротами 20-го Массачусетского полка (под командованием капитана Уильяма Бартлетта) и захватил две горные гаубицы.
Орудие № 6 (батареи Воуна) не успели переправить с острова на берег. Была уже найдена лодка, когда кто-то, вероятно, полковник Бейкер, сказал, что в первую очередь надо переправить пехоту. Орудие осталось на берегу, где вскоре к нему прибыл капитан Воун. Когда пехота стала отступать с виргинской стороны, орудие не смогло вести огонь, опасаясь попасть по своим. Орудие простояло на острове ночь и день и только вечером 22-го было отведено на мэрилендский берег, и утром 23 октября батарея вернулась в лагерь. Всего в ходе сражения было ранено 4 человека, потеряно пленными трое, и один пропал без вести (предположительно утонул).
Имеющихся лодок было недостаточно для переправы, и многие северяне утонули, переплывая Потомак под обстрелом. В 18:30 Стоун узнал о гибели Бейкера. Он приказал полковнику Эдварду Хинку взять свой 19-й Массачусетский, перебросить его на остров Харрисон и прикрыть отступление. К 20:00 федеральный части, оставшиеся на виргинском берегу, сдались в плен — всего сдалось 714 человек. Стрельба продолжалась всю ночь. В 21:30 Стоун сообщил Макклеллану о случившемся, а в 22:00 президент Линкольн узнал о гибели своего друга Бейкера.

## Последствия
Эта неудача федеральной армии была относительно несерьёзной, но она оказала необычно сильное воздействие на весь ход войны. Помимо гибели действующего сенатора (в первый и последний раз в истории страны) она привела к серьёзным политическим перестановкам в Вашингтоне. Стоун был объявлен главным виновником поражения, и на этом фактически закончилась его военная карьера. Кроме того, конгрессмены заподозрили заговор с целью подрыва Союза. Для выяснения причин неудач при Булл-Ран, Уильсонс-Крике и Болс-Блаффе Конгрессом был создан Объединённый Комитет по Ведению Войны, который в будущем создал много проблем офицерам армии, особенно демократам.